# Jiří Plíšek
Jiří Plíšek (* 21. srpna 1972 Aš) je fotbalový trenér. V minulosti také zastával funkci Sportovního managera v klubu AC Sparta Praha, byl Ředitelem Akademie SK Slavia Praha nebo Sportovním ředitelem FK Mladá Boleslav, FK Dečići Tuzi a byl spoluzakladatelem fotbalové Akademie Sporta Sarajevo. 
V současné době se angažuje v americké organizaci US Soccer Education a působí také jako odborný expert pro platformu 11Hacks.
Byl také aktivním hráčem, přičemž většinu kariéry spojil s českými týmy, ale zavítal také za hranice do Německa. Během své kariéry zvládl vystudovat vojenské gymnázium v Praze a následně pedagogickou fakultu s titulem Mgr, Fakultu tělesné výchovy a sportu na Karlově univerzitě v Praze využil k získání Profi licence UEFA, která mu otevřela dveře k profesionálnímu fotbalu. Následně na stejné fakultě dokončil doktorát "Filosofie" a získal titul PhDr. Na vysoké škole Palestra ještě vystudoval obor "Sportovní managment" a získal titul MBA.
Nejdříve se v roce 2002 umístil na prvním místě na galavečeru Fotbalového svazu v kategorii "mládežnický trenér roku" a pak o osm let později, v roce 2010 skončil v prestižní české anketě Fotbalista roku, v kategorii "trenér roku" na třetím místě. V jedné době také zastával jedno zajímavé prvenství – nejmladší fotbalový trenér v historii české nejvyšší soutěže.

## Hráčská kariéra
Sportovní začátky Jiřího Plíška nebyly jen o fotbale, ale také o hokeji, kterému se věnoval paralelně s fotbalem. Ovšem, zatímco ve fotbale válčil za tým Jiskra Aš, tak v hokeji dojížděl do nedalekého Chebu. V obou sportech se mu dařilo a tudíž muselo nutně přijít rozhodování, v jakém sportu pokračovat. Konečné rozhodnutí přišlo s přestupem do dorostenecké kategorie, kde zvolil cestu po boku fotbalu.
Zde nastupoval od roku 1987 za Duklu Praha a setrval zde až do roku 1989, kdy přestoupil do druhé nejvyšší juniorské soutěže, do týmu KPS Brno – zde strávil také dva roky. Po té následovalo angažmá v SK Smíchov v roce 1992 a v roce 1993 -1995 nastupoval za týmy BRADRS Rudná a SK Motorlet. Během těchto let se udála významná událost, která ovlivnila doslova obrovskou měrou jeho další hráčskou kariéru a přinesla předzvěst let trenérských. Jednalo se o poranění křížových vazů v koleni a následné nepovedené operace, která zapříčinila nemožnost hrát fotbal na vrcholové úrovni. Jiří Plíšek ještě zkoušel rok hrát v Německém VFB Helmbrechts, ale zranění mu již nedovolilo víc.

## Trenérská kariéra
S trénováním začal v roce 1991, kdy ještě jako hráč Tatry Smíchov vedl žáky v pražském klubu TJ Ruzyně. Po následných angažmá u mládeže Viktorie Žižkov, Motorletu a FK Mladá Boleslav, působil v letech 1999–2001 v Boleslavi jako asistent u A-týmu a zároveň zde vykonával pozici Ředitele Akademie. V letech 2002 až 2004 vedl české juniorské reprezentace do osmnácti, devatenácti a šestnácti let. ( U16-19), když s kategorií U19 získal bronzovou medaili na ME.
V roce 2004 vedl jako hlavní trenér slavný bosenský klub FK Željezničar Sarajevo, odkud po skončení angažmá přivedl do české ligy současného útočníka Fenerbahce Istanbul Edina Džeka, kterého poté vedl i v druholigovém Ústí nad Labem. V létě roku 2006 podepsal smlouvu v 1. FC Slovácko, se kterým sice v prvním ligovém zápase zvítězil, ale po následné sérii bez výhry a propadu na poslední místo v tabulce na post trenéra rezignoval.  
Krátce poté přijal nabídku AC Sparta Praha na post sportovního manažera, kde měl na starosti nastavení koncepce a sportovní strategie Akademie, vybudování systému scautingu a byl členem klubové sportovní rady.  
V létě roku 2008 nahradil Petra Radu ve funkci trenéra prvoligových FK Teplice, se kterými hned v první sezóně vyhrál Český pohár. V další sezóně bojovali FK Teplice dokonce o ligový titul, když se staly podzimním "Půlmistrem". Po tříletém působení se Jiří Plíšek a klub dohodli na ukončení spolupráce a Jiří Plíšek pokračoval ve svém trenérském působení nejdříve v dalším slavném bosenském klubu FK Sarajevo a následně v FK Hradec Králové.  
Po těchto trenérských štacích se začal naplno věnovat pozici Sportovního ředitele ( FK Dečići Tuzi, FK Mladá Boleslav , US Soccer Education) a Ředitele akademií, když výraznou dobu strávil především v klubu SK Slavia Praha.  
Zde měl opět za úkol nastavení kompletní sportovní organizace, vytvoření strategie rozvoje a vybudování scautingu. Jeho činnost se ukázala jako velmi úspěšná. Akademie SK Slavia Praha se stala postupně nejlepší v České republice, produkuje velké množství talentovaných fotbalistů a úspěšně se účastnila také Youth Champions League, když se ve skupině utkala s takovými velikány, jako jsou Inter Milán, FC Barcelona či Borussia Dortmund. 
V roli trenéra absolvoval také třikrát evropské kvalifikace a je známý schopností identifikace, rozvoje a podpory mladých hráčů. Stejně tak je velmi zdatný po taktické stránce a velmi rád využívá ke své práci veškeré dostupné moderní technologie a spolupracuje s významnými specialisty. Je schopen dobře pojmenovat své vize a následně je také naplňovat.
Zajímavostí je, že Jiří Plíšek dostal opakovaně nabídku na pozici Ředitele Akademie v chorvatském Hajduku Split, kterou byl nucen odmítnout pro spolupráci s SK Slavia Praha.
V neposlední straně byl Jiří Plíšek hlavním kandidátem, a dostal opakovanou nabídku ze strany FAČR, na pozici Technicko -sportovní ředitele FAČR.
Jiří Plíšek se nicméně rozhodl pro práci v zahraničí a dnes buduje koncepci a sportovní strategii pro US Soccer Education, když tento projekt má velkou mezinárodní působnost a přesah. Dále působí v roli odborného experta a konzultanta pro platformu 11Hacks a v rámci sportovních projektů například pro Czech Sport Travel. 

## Trenérské úspěchy

### Klubové
- 1× vítěz českého poháru (2008/09)
- 1. místo liga juniorů U17 (1998)
- 3. místo liga juniorů U19 (2002)
- 1. místo mezinárodní turnaj Frankenthal (SRN) (2002)
- trenér roku v mládežnické kategorii (2002)
- 3. místo liga juniorů U19 (2003)
- 1. místo mezinárodní turnaj Stemwede (2003)
- 1. místo předkola mistrovství Evropy U19 (2003)
- 3. místo mistrovství Evropy Lichtenštejnsko U19 (2003)
- 1. místo Železničar Sarajevo (2004)
- 3. místo mezinárodní turnaj Itálie (2004)
- 3. místo mezinárodní turnaj Alpen Cup (2004)
- 3. místo Gambrinus Liga (2005)
- 1. místo Gambrinus Liga, vítěz poháru České pošty (Sportovní manažer AC Sparta Praha) (2006)
- 1. místo Gambrinus Liga, 2. místo pohár České pošty (Sportovní manažer AC Sparta Praha) (2007)
- Vítěz poháru České pošty (2008)
- 4. místo Gambrinus Liga (podzimní půlmistr) (2009/2010)
- 3. místo (2011) FK Sarajevo

### Individuální
- Nejlepší mládežnický trenér v České republice (2002)
- Trenér roku, 3. místo